# Rezerwat przyrody Starodrzew Lubochniański
Rezerwat przyrody Starodrzew Lubochniański – leśny rezerwat przyrody w gminie Lubochnia, w powiecie tomaszowskim, w województwie łódzkim. Jest położony na terenie Nadleśnictwa Spała.
Zajmuje powierzchnię 22,38 ha. Został powołany Zarządzeniem Ministra Ochrony Środowiska, Zasobów Naturalnych i Leśnictwa z 25 czerwca 1990 roku (M.P. z 1990 r. nr 31, poz. 248, § 12). Według aktu powołującego, celem ochrony jest zachowanie starodrzewu sosnowo-dębowego naturalnego pochodzenia, mającego duże wartości krajobrazowe, będącego historycznym świadectwem dawnej gospodarki leśnej.
Gatunkiem panującym w rezerwacie jest sosna, która tworzy drzewostany mieszane z dębem i brzozą. Runo jest dobrze rozwinięte, a rośnie w nim m.in. szczawik zajęczy, borówka czarna, fiołek leśny, kosmatka owłosiona, dąbrówka rozłogowa.
Według obowiązującego planu ochrony ustanowionego w 2007 roku, obszar rezerwatu objęty jest ochroną czynną.
W bezpośredniej bliskości znajduje się rezerwat „Kruszewiec”.